# San Félix (Uruguay)
San Félix est une ville de l'Uruguay située dans le département de Paysandú. Sa population est de 1 149 habitants.

## Population
| Année | Population |
| ----- | ---------- |
| 1963  | 338        |
| 1975  | 817        |
| 1985  | 841        |
| 1996  | 1 071      |
| 2004  | 1 149      |

## communes à proximité
La commune est à 334 km de Montevideo, à 407 km de Maldonado, à 316 km de Las Piedras ,à 368 km de Melo et à 108 km de Salto. Aussi, San Félix est à environ 1 km de la frontière avec l’Argentine.